# 미겔 로페스
우구 미겔 알메이다 코스타 로페스(포르투갈어: Hugo Miguel Almeida Costa Lopes, 1986년 12월 19일, 리스보아 지방 리스본 ~)는 포르투갈의 프로 축구 선수로, 현재 이스트렐라 아마도라에서 우측 수비수를 맡고 있다.
그는 이전까지 포르투갈 축구의 3대 구단인 벤피카, 포르투, 그리고 스포르팅을 모두 거쳤고, 스페인과 프랑스 무대에 임대되기도 했다. 그는 악히사르스포르와 카이세리스포르에서 도합 5년 동안 튀르키예 쉬페르리그에서 활약하기도 했다.
로페스는 포르투갈 국가대표팀 일원으로 유로 2012에도 참가했다.

## 클럽 경력

### 초기 경력
리스본 출신인 로페스는 벤피카의 2군에서 프로 신고식을 치렀다. 이듬해 여름, 그는 하부 리그의 오페라리우로 이적했다.
인상적인 활약을 어느 정도 펼친 로페스는 2007-08 시즌에 세군다리가의 히우 아브로 이적했다. 그는 1년차에 빌라 두 콘드 연고 구단의 주전으로 활약했고, 소속 구단은 2년 만에 프리메이라리가에 복귀했다.
2008-09 시즌, 로페스의 히우 아브는 벤피카와 포르투를 상대로 안방에서 무승부를 연출했고, 또다시 주전으로 활약하며 대형 구단들의 관심을 받기 시작했다.

### 포르투
2009년 1월 23일, 로페스는 포르투와 7월 1일부터 유효한 4년 계약을 체결했다. 1년차에는 우루과이의 호르헤 푸실레와 주전 지위를 놓고 경쟁해야 했기 때문에 리그에서 많은 기회를 출전하지 못했지만 19번의 공식 경기에 출전했고, 이 중 14번은 선발로 출전했다.
2010년 8월 말, 안드레 빌라스-보아스 포르투 신임 감독이 그를 포함한 국내 선수들을 대부분 잉여 자원으로 낙점하면서, 로페스는 스페인의 베티스로 임대되었다. 그는 9월 2일에 의료 검진을 통과하고 공식 석상에 나와, 이후 세군다 디비시온의 시즌 경기 절반을 출전했고, 안달루시아 연고 구단은 정상에 올라 라 리가 무대로 2년 만에 복귀했다.
로페스는 2011-12 시즌 전반기에 포르투의 비등록 선수였다. 그는 1월 이적 시장을 통해 또다른 1부 리그 구단인 브라가로 임대되었고, 7번의 리그 경기에 선발로 출전했는데, 소속 구단은 리그를 3위로 마감하여 사상 2번째로 챔피언스리그 본선에 진출했다.
로페스는 2012-13 시즌에 포르투로 복귀했다. 9월 29일, 그는 2-2로 비긴 전 소속 구단 히우 아브와의 원정 경기에서 머리로 귀중한 선제골을 뽑아냈다.

### 스포르팅 리스본
2013년 1월, 로페스는 또다른 트레스 그란드스의 구단 스포르팅 리스본과 5년 반 계약을 맺었는데, 이 과정에서 마라트 이즈마일로프는 반대로 스포르팅에서 포르투로 이적했다. 7월 7일, 그는 리그 1의 리옹 1년 임대 계약에 합의했다.
2015년 5월 31일, 로페스는 브라가와의 타사 드 포르투갈 결승전 경기에서 세드리크 소아르스가 전방에 퇴장당한 가운데 교체로 출전했다. 그는 하파 실바에게 돌파를 허용하며 0-2까지 끌려갔지만, 스포르팅은 승부차기 끝에 우승을 차지했다.
로페스는 2015년 8월 6일에 그라나다와 1년 임대 계약을 맺으며 스페인 무대에 복귀했다.

### 튀르키예 리그
그 후로, 스포르팅 선수 신분인 로페스는 쉬페르리그의 악히사르스포르와 계약했다. 이후, 그는 악히사르스포르 완전 이적 계약을 맺었다.
2018년 5월 10일, 로페스는 튀르키예 쿠파스를 우승하며 구단 사상 첫 우승에 일조했는데, 대회 결승전에서 그는 페네르바흐체의 골망을 1번 흔들어 3-2 승리를 공헌했다.
로페스는 2019년 7월에 같은 리그의 카이세리스포르와 2년 계약을 맺고 이적했다. 이듬해 3월, 그는 부상 재활을 위해 모국에 복귀했을 때, 튀르키예의 코로나바이러스감염증-19 방역 정책으로 튀르키예에 복귀하지 못했고, 그의 자리는 이후 보스니아에서 온 조란 크브르지치가 차지했다.

### 말년
로페스는 모국을 떠난 지 6년 만인 2021년 12월에 포르투갈로 복귀했는데, 35세의 노장은 2부 리그로 갓 승격한 이스트렐라 아마도라에 입단했다. 2023년 6월 11일, 그는 1-2로 패한 마리티무와의 경기에서 득점을 기록했고, 오랜 기간 올라서지 못했던 1부 리그 무대에 승강 플레이오프전 끝에 올라섰는데, 승부는 승부차기까지 가서 결정되었다.
로페스는 말년에 들어 중앙 수비수로 더 기용되었다.

## 국가대표팀 경력
우측, 좌측 상관없이 측면 수비를 맡을 수 있는 로페스는 파울루 벤투의 부름을 받아 유로 2012의 포르투갈 선수단에 이름을 올렸다. 그는 리스본에서 1-3으로 패한 6월 2일 튀르키예와의 친선경기에서 처음으로 출전했고, 폴란드와 우크라이나에서 열린 대회 본선에서는 출전하지 못했다.

## 사생활
로페스의 쌍둥이 형제 누누도 축구 선수이자 우측 수비수이다. 둘 모두 벤피카를 제외하고 같은 유소년부에 소속되어 있었다.

## 경력 통계
2015년 3월 23일 기준
| 구단          | 시즌      | 리그            | 리그 | 리그 | 컵   | 컵 | 리그컵 | 리그컵 | 대륙 | 대륙 | 기타 | 기타 | 합계 | 합계 |
| 구단          | 시즌      | 리그명          | 출장 | 골   | 출장 | 골 | 출장   | 골     | 출장 | 골   | 출장 | 골   | 출장 | 골   |
| ------------- | --------- | --------------- | ---- | ---- | ---- | -- | ------ | ------ | ---- | ---- | ---- | ---- | ---- | ---- |
| 벤피카 B      | 2005–06   | 세군다 디비상   | 24   | 4    | —    | —  | —      | —      | —    | —    | —    | —    | 24   | 4    |
| 오페라리우    | 2006–07   | 세군다 디비상   | 21   | 7    | 2    | 0  | —      | —      | —    | —    | —    | —    | 23   | 7    |
| 히우 아브     | 2007–08   | 세군다리가      | 24   | 2    | 3    | 0  | 1      | 0      | —    | —    | —    | —    | 28   | 2    |
| 히우 아브     | 2008–09   | 프리메이라리가  | 26   | 0    | 0    | 0  | 3      | 0      | —    | —    | —    | —    | 29   | 0    |
| 히우 아브     | 합계      | 합계            | 50   | 2    | 3    | 0  | 4      | 0      | —    | —    | —    | —    | 57   | 2    |
| 포르투        | 2009–10   | 프리메이라리가  | 12   | 0    | 2    | 0  | 5      | 0      | 0    | 0    | 0    | 0    | 19   | 0    |
| 포르투        | 2010–11   | 프리메이라리가  | 0    | 0    | 0    | 0  | 0      | 0      | 0    | 0    | 1    | 0    | 1    | 0    |
| 포르투        | 2012–13   | 프리메이라리가  | 2    | 1    | 1    | 0  | 0      | 0      | 2    | 0    | 1    | 0    | 6    | 1    |
| 포르투        | 합계      | 합계            | 14   | 1    | 3    | 0  | 5      | 0      | 2    | 0    | 2    | 0    | 26   | 1    |
| 베티스 (임대) | 2010–11   | 세군다 디비시온 | 21   | 0    | 1    | 0  | —      | —      | —    | —    | —    | —    | 22   | 0    |
| 브라가 (임대) | 2011–12   | 프리메이라리가  | 10   | 0    | 0    | 0  | 2      | 0      | 1    | 0    | —    | —    | 13   | 0    |
| 스포르팅      | 2012–13   | 프리메이라리가  | 14   | 0    | 0    | 0  | 0      | 0      | —    | —    | —    | —    | 14   | 0    |
| 스포르팅      | 2014–15   | 프리메이라리가  | 7    | 0    | 3    | 0  | 2      | 0      | 0    | 0    | —    | —    | 12   | 0    |
| 스포르팅      | 합계      | 합계            | 21   | 0    | 3    | 0  | 2      | 0      | 0    | 0    | 0    | 0    | 26   | 0    |
| 리옹 (임대)   | 2013–14   | 리그 1          | 19   | 0    | 2    | 0  | 1      | 0      | 9    | 0    | —    | —    | 31   | 0    |
| 경력 합계     | 경력 합계 | 경력 합계       | 181  | 14   | 14   | 0  | 14     | 0      | 12   | 0    | 2    | 0    | 223  | 14   |

1. 1 2  수페르타사 칸디두 드 올리베이라 경기 출장 기록
2. ↑  챔피언스리그 경기 출장 기록
3. ↑  유로파리그 출장 경기 기록
4. ↑  챔피언스리그 및 유로파리그 출장 경기 기록

## 수상
포르투
- 프리메이라리가: 2012–13[34]
- 타사 드 포르투갈: 2009–10[34]

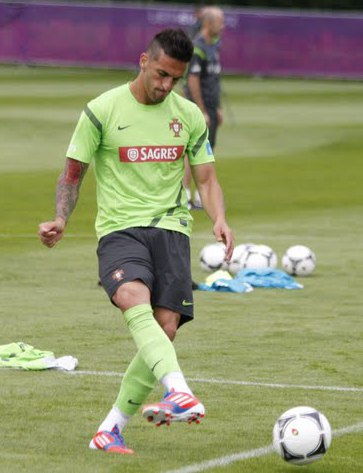
2012년, 유로 2012를 앞두고 포르투갈 국가대표팀 훈련에 임하는 로페스

- 수페르타사 칸디두 드 올리베이라: 2010, 2012[34]

베티스
- 세군다 디비시온: 2010–11[34]

스포르팅 리스본
- 타사 드 포르투갈: 2014–15[18]

악히사르스포르
- 튀르키예 쿠파스: 2017–18[22]
- TFF 쉬페르 쿠파: 2018[34]